# Rue de l'Arbalète (Autun)
Pour les articles homonymes, voir Rue de l'Arbalète.
La rue de l'Arbalète est une voie de la commune française d'Autun, située dans le département de Saône-et-Loire. Elle est située dans le centre-ville, au nord du Champ-de-Mars, à proximité des rues marchandes.

## Situation et accès
Située dans le centre-ville, au nord du Champ-de-Mars, à proximité des rues marchandes, la rue de l'Arbalète conduit de la place du Champ-de-Mars à la rue Saint-Antoine, dont elle n'était primitivement qu'une continuation sous le même nom, et dont elle forme la séparation avec la rue des Marbres en direction du nord-est.

## Origine du nom
Le nom « rue Arbalestier » est attesté en 1655 dans un acte notarial « de vente de la maison Debard aux dames de Saint-Julien » — actuel hôtel Saint-Louis et de la Poste. L'historien Harold de Fontenay hypothèse que le jeu de l'arbalète devait y être établi.

## Historique
Dénommée « rue Arbalestier » depuis 1655, elle prend le nom  de « rue aux Piques » durant la période révolutionnaire.
La rue est agrandie après 1919 grâce à la démolition de l'avancée des boutiques situées en face de l'hôtel Saint-Louis et de la Poste, du côté est de la voie.

## Bâtiments remarquables et lieux de mémoire
Avant qu'il ne soit déplacé au 3, rue de l'Arquebuse, l'hôtel La Tête noire est attesté en 1765 au bâtiment 2, rue de l'Arbalète et 1, rue aux Cordiers,.
Le peintre Albert Montmerot est né en 1902 au 22, rue de l'Arbalète, dans une famille de menuisiers. Une plaque est apposée en son souvenir,.

### Hôtel Saint-Louis et de la Poste

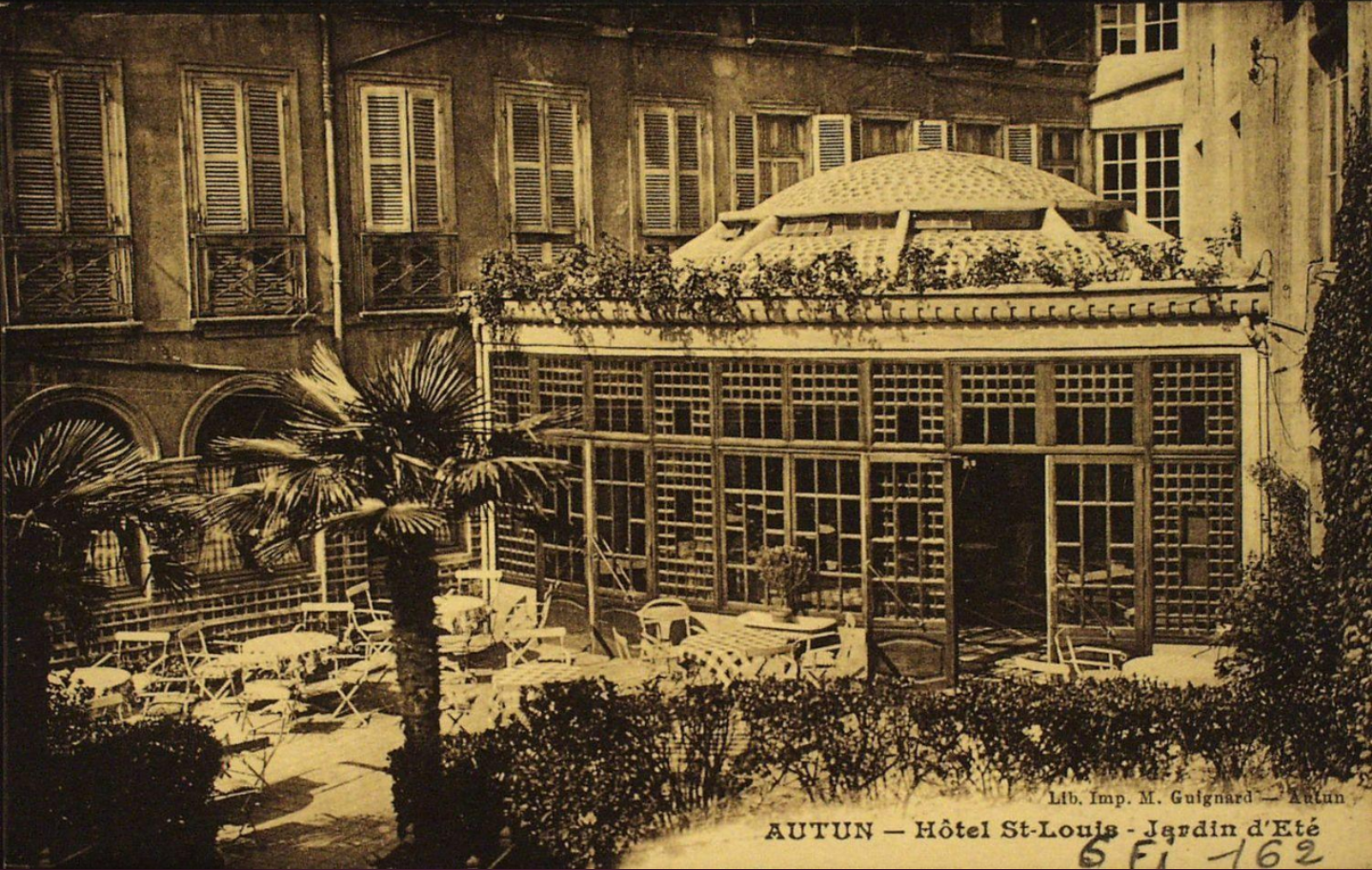
Le jardin d'été de l'hôtel avec sa verrière. Carte postale du début du XXe siècle.

La plus ancienne attestation de la maison au 6, rue de l'Arbalète est un acte de vente de 1655 d'un avocat aux religieuses du prieuré de Saint-Julien-sur-Dheune ; l'hôtel particulier est alors l'une des plus spacieuses bâtisses de la ville. Les dames de Saint-Julien quittent les lieux dès 1673 et les louent durant une soixantaine d'années. Ils sont en ruine lorsqu'ils sont rachetés par la Ville en 1732 pour être transformés en écuries pour les troupes de passage.
En 1744, le bâtiment est racheté et transformé en un hôtel. L'hôtel Saint-Louis et de la Poste est inscrit sur la liste générale des postes en 1776. Il devient l'un des plus importants d'Autun. Il est réaménagé pour les voitures dans les années 1930 et est doté d'une importante verrière avec une coupole de pavés de verre enchâsses dans du béton dans son jardin clos. Il ferme en 2013.
L'établissement est aussi connu pour avoir été le lieu de séjour de Napoléon Bonaparte par deux fois en 1802 et 1815 et de l'écrivaine George Sand en 1837. La « chambre Napoléon » est conservée intacte et possède toujours son mobilier d'époque.

### Boutiques néo-classiques
Les boutiques présentes sur l'aile est de la rue, à proximité du Champ-de-Mars, présentent des façades du style néo-classique, aux ensembles homogènes pour les boutiques 3-5 et 7-9.
Les boutiques 3 et 5 sont issues d'un même ensemble. Les pilastres colorés sont décorés de clefs pendantes. Le motif géométrique du décor en métal qui protège la vitre du numéro 5 est reproduit sur les gardes-corps en ciment et métal de l'étage.
Les boutiques 7 et 9 sont revêtues de placages de marbre et de calcaire, rehaussés de guirlandes de roses noires. Le calcaire marbrier de Bourgogne, aujourd'hui patiné de gris, était rose à l'origine. Le soubassement est composé de marbre vert de Maurin et de marbre noir de Norvège. Une porte centrale aux deux boutiques présente un vitrage texturé d'origine, décoré par une ferronnerie géométrique.

### Légende du puits Saint-Symphorien

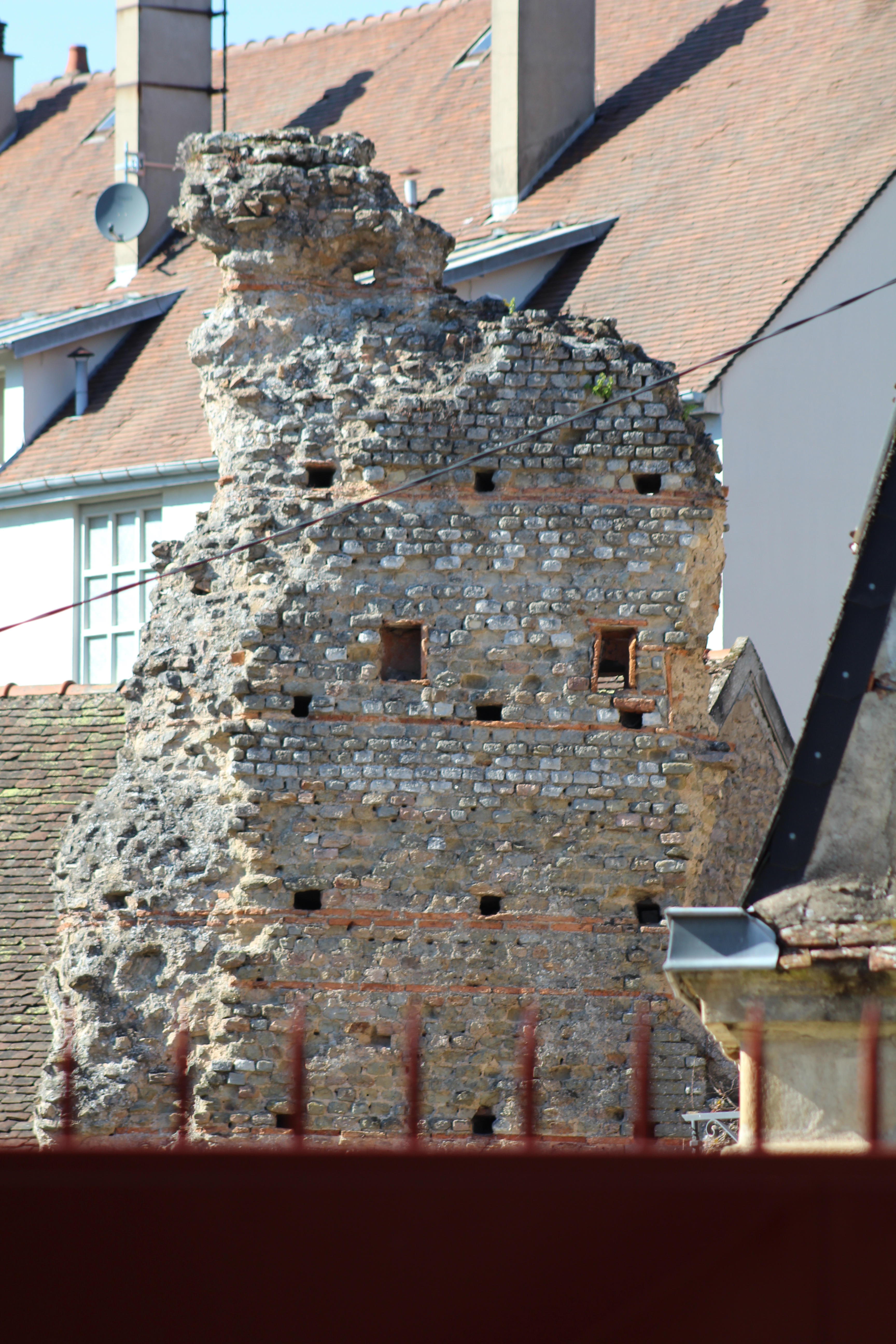
Le « pseudo-temple d'Apollon » pourrait être une nymphée.

Il existe, au moins au XVIIIe siècle, une légende autour du puits situé dans la cour de la maison no 31, accessible jusqu'au milieu du XIXe siècle par l'allée de la maison no 29. Elle est due à la proximité de la rue de l'Arbalète à un vestige gallo-romain, appelé vulgairement « temple d'Apollon », situé place de Charmasse, et qui fut pendant plusieurs siècles associée au martyr saint Symphorien d'Autun (la plus ancienne trace de cette croyance remonte au XVe siècle).
La première mention du puits légendaire est de la plume de l'abbé Germain vers 1740 : « Plusieurs croyent que [la ruine dite temple d'Apollon] est une partie de la maison de saint Symphorien fils d'un sénateur, parce qu'à peu de distance de là il y a un puis que la tradition dit avoir été de la maison du père de ce saint. » L'abbé Blot, homme des XVIIIe et XIXe siècles, précise dans ses notes personnelles que « La maison de la famille de saint Symphorien était située dans la rue de l'Arbalète, maison qui avait une grande allée, un jardin au bout était un puits qu'on disait être le puits Saint-Symphorien. Nos ancêtres nous disaient que la nuit, veille de la fête de saint Symphorien, on a vu un flambeau qui clairait sur ce puits. Cette maison appartenait à la communauté du couvent de Saint-Symphorien. »
Cette légende n'a plus court à la fin du XIXe siècle ; l'historien Harold de Fontenay écrit en 1882 qu'« aucun des anciens propriétaires vivants n'en a entendu parler »,.